# Yaracuy
Yaracuy je jeden ze 23 spolkových států Venezuely. Má rozlohu 7 100 km² a žije v něm 850 000 obyvatel. Více než polovinu obyvatel tvoří mesticové. Hlavním městem státu je San Felipe. Do roku 1899 bylo Yaracuy součástí státu Lara a v roce 1909 se stalo plnohodnotným státem. Jeho území je rozděleno na 14 obcí a 21 farností. Stát má regionální zákonodárnou radu a jeho guvernérem je od roku 2025 Leonardo Intoci. Symbolem státu je strom roystonea zvaný místními obyvateli chaguaramo. 
Stát Yaracuy se nachází ve Středozápadním regionu Venezuely. Sousedí se státy Falcón, Lara, Cojedes a Carabobo. Na území státu zasahují východní výběžky And a nachází se zde pohoří Cordillera de la Costa. Nejvyšším vrcholem je El Tigre s 1940 m n. m. Hospodářsky nejrozvinutější část Yaracuy se nachází v údolí stejnojmenné řeky. Název státu i řeky pochází z výrazu yaraí cuí, což v jazyce domorodého etnika Jirajara znamená „nosit vodu zdaleka“. V roce 1960 byl v horách nedaleko San Felipe vyhlášen národní park Yurubí s mlžnými lesy, částečně na území státu zasahuje také národní park Tirgua. Podnebí Yaracuy je tropické s průměrnou roční teplotou 22 °C a srážkami okolo 1900 mm za rok. Pěstují se zde pomeranče, banány, avokádo, cukrová třtina a kávovník. K nerostnému bohatství státu patří měď, olovo a platina.
Yaracuy je díky tradici vúdú označováno za venezuelskou Louisianu. Vznikl zde synkretický kult s centrem na hoře Montaña de Sorte, kde je uctívána domorodá princezna María Lionza, považovaná za královnu duchů.
Stát je v nejvyšší venezuelské fotbalové lize zastoupen klubem Yaracuyanos FC se sídlem v San Felipe.

## Galerie

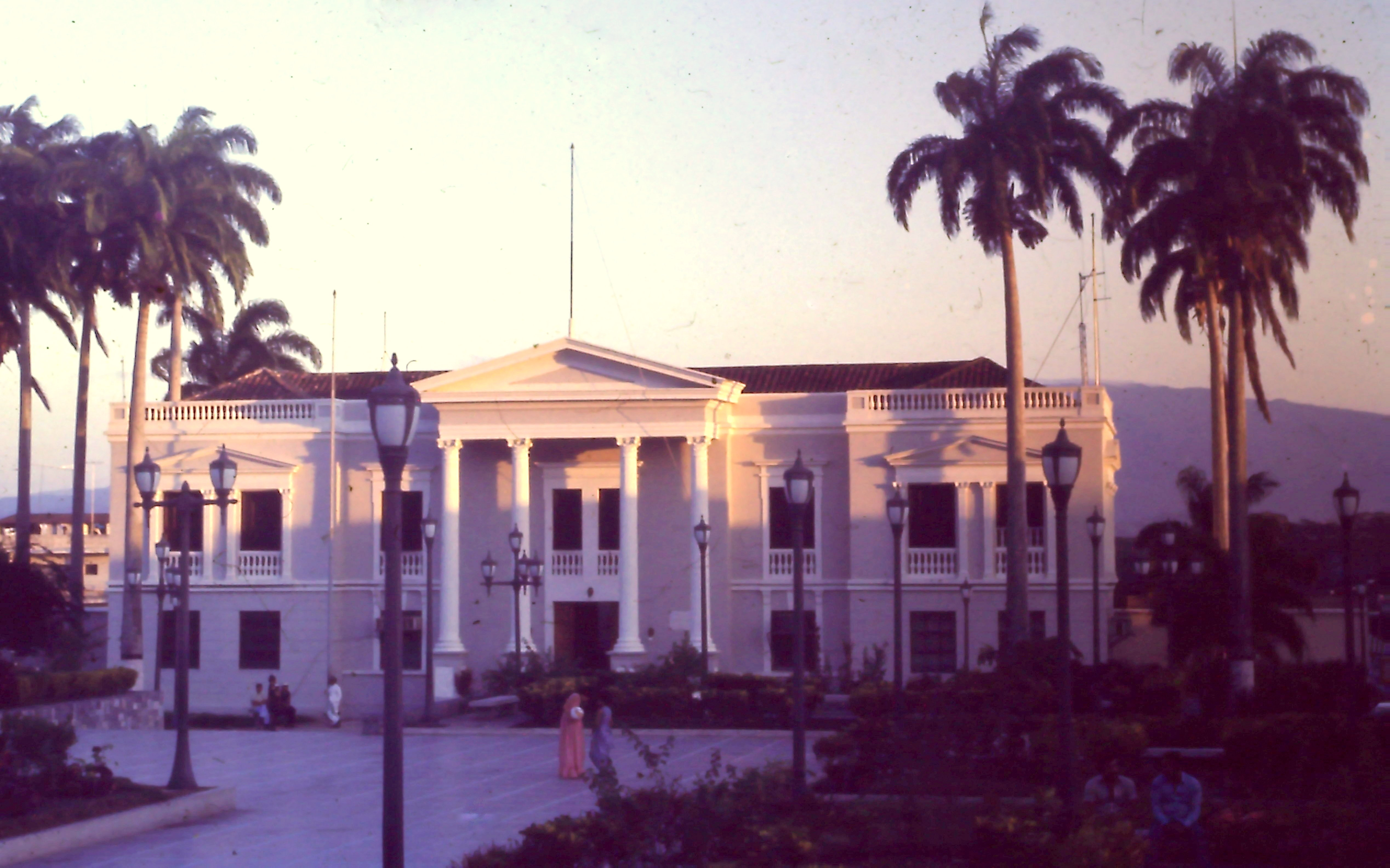
Guvernérský palác v San felipe
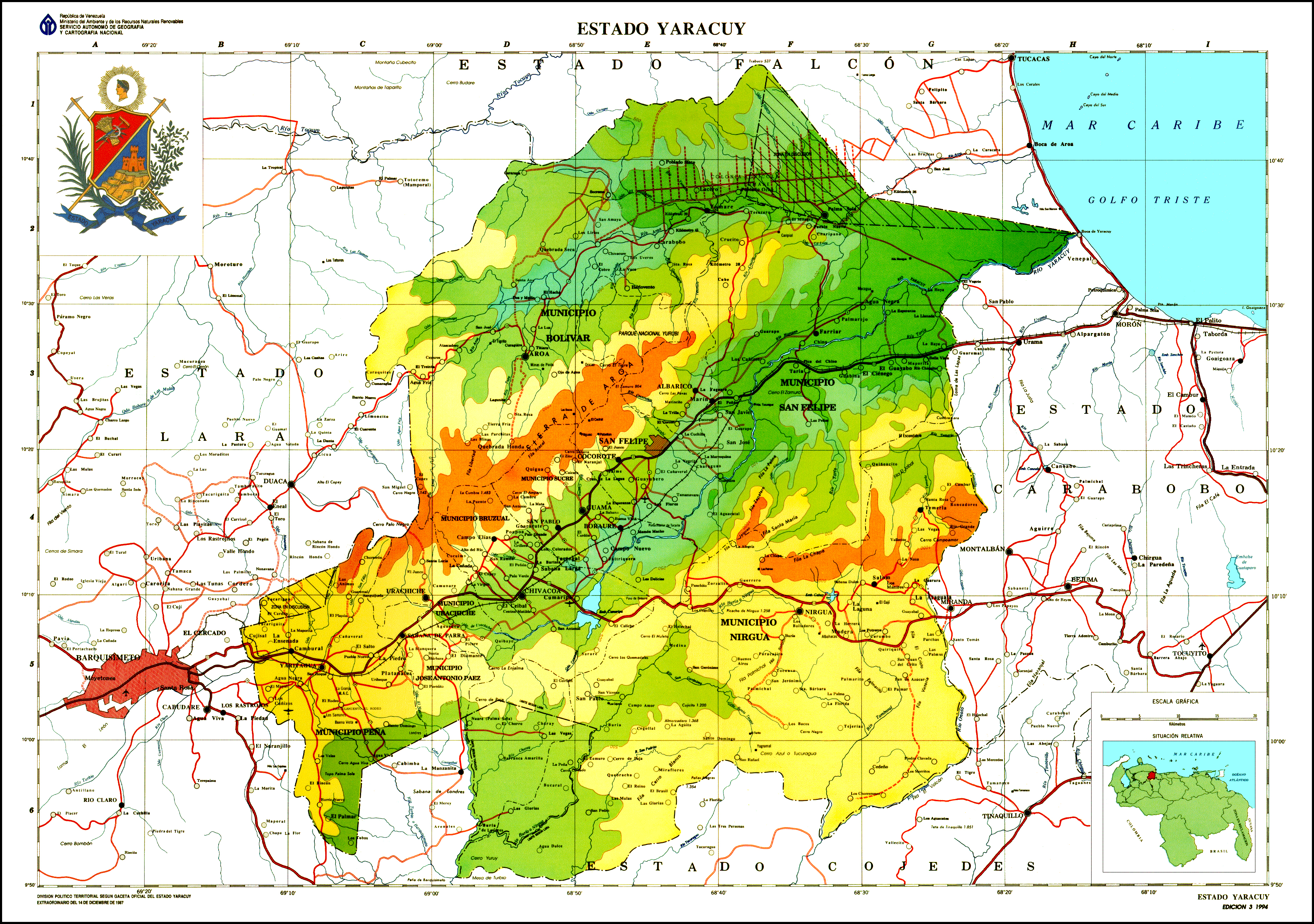
Mapa státu
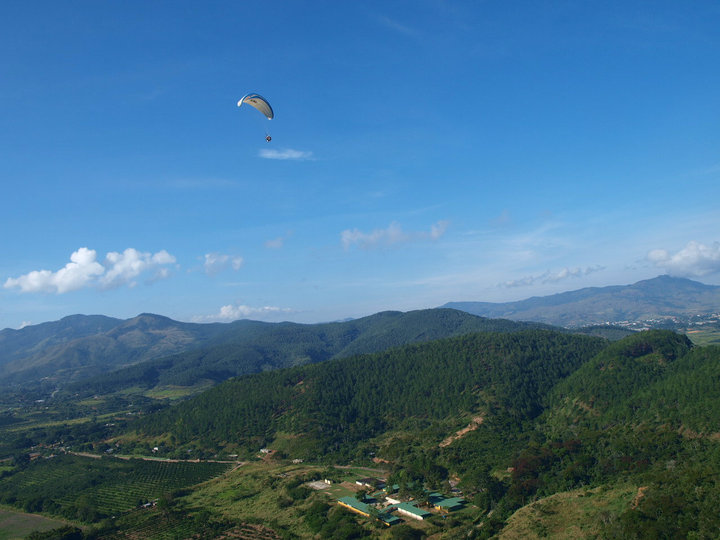
Krajina v pohoří Nirgua